# Phragmipedium kovachii
Phragmipedium kovachii é uma espécie de orquídea (Orchidaceae) do Peru.